# Peter Alfred Schou
Peter Alfred Schou, född den 8 oktober 1844 i Slagelse, död den 21 november 1914 i Köpenhamn, var en dansk målare, bror till Ludvig Abelin Schou.
Schou var från sin tidiga ungdom köpman, från 1865 bosatt i Hamburg. Han började sina konststudier vid akademien i Dresden 1873 och fortsatte dem i Paris 1874 för Chartran och Bonnat. Han var från 1881 åter bosatt i Hamburg, där han väckte uppmärksamhet. Många av hans målningar såldes till England. År 1898 återvände han till Köpenhamn, men hade där svårt att vinna erkännande. 
Hans fina och själfulla målningar med ytterst dämpad färg i känsligt sammanstämda toner trängde igenom, först då konstnären redan var en åldrande man. Bland hans arbeten märks Allvar (en mor sittande vid sin bröstsjuke sons bädd, 1905, i Köpenhamns konstmuseum, en i detaljer något ändrad variant i Stockholms Nationalmuseum), Målaren (1907, konstmuseet), Självporträtt (1911, norska nationalgalleriet) och Ett möte (1912).